# Wolfgang Knigge
Wolfgang Knigge (* 27. Februar 1920 in Oberammergau; † 28. April 2012 in Göttingen) war ein  deutscher Forstwissenschaftler, Holzwissenschaftler und Hochschullehrer.

## Werdegang
Wolfgang Knigge war Sohn eines Forstassessors. Das Abitur machte er 1938 in Striegau.  Anschließend musste er Arbeitsdienst und  Kriegsdienst leisten, konnte aber sein Studium 1941 an der Forstliche Hochschule Eberswalde beginnen, 1943 fortsetzen und an der Forstlichen Hochschule in Hann. Münden 1947 als Diplomforstwirt abschließen.
Nach Referendarszeit und Staatsexamen wurde Knigge Referent im niedersächsischen Landwirtschaftsministerium, später im Bundesministerium in Bonn. Knigge arbeitete danach in mehreren Forstämtern und ging 1954 an die Universität Göttingen als wissenschaftlicher Assistent von Hans Mayer-Wegelin. Nach seiner Promotion zum Dr. forest  1955 und der Habilitation 1957 hatte er einen Lehrauftrag. 1959 wurde er auf den Lehrstuhl für Forstnutzung und Waldwegebau berufen und Institutsdirektor.
Der Fakultät für Forstwissenschaft stand Wolfgang Knigge 1966 und 1967 als Dekan vor. Die Universität Göttingen leitete er von 1977 bis 1980 als Rektor und beim Übergang zur neuen Präsidialverfassung als Übergangspräsident. Im April 1985 wurde Knigge emeritiert.
Knigge war verheiratet und hatte drei Kinder.

## Forschungsgebiete
Wolfgang Knigges Forschungsinteressen betrafen holzwissenschaftliche Fragestellungen wie Holzeigenschaften einheimischer und exotischer Baumarten, Holzfehler und Wuchsbedingungen aber auch Fragen des Holzmarktes wie Verdrängung des Holzes als Rohstoff und Rundholzsortimente sowie Fragen der Walderschließung und des Waldwegebaus.

## Mitgliedschaften und Ehrungen
- Deutsche Gesellschaft für Holzforschung
- International Academy of Wood Science, 1981 bis 1984 Präsident[3]

Der Verein zur Förderung holzbiologischer und holztechnologischer Forschung stiftete den Knigge-Sachsse-Forschungspreis zum Gedenken Wolfgang Knigges und Hanno Sachsses, ebenfalls Forstwissenschaftler in Göttingen.

## Schriften
Über 100 Veröffentlichungen gehen auf Knigges Forschungsarbeit zurück. Knigge veröffentlichte auch Beiträge zu hochschulpolitischen Fragen. Seine Qualifikationsarbeiten und zwei Lehrbücher:
- Der Niedersächsische Rundholzmarkt im Forstwirtschaftsjahr 1954. Universität Göttingen, 1955 (Dissertation)
- Untersuchungen über die Beziehungen zwischen Holzeigenschaften und Wuchs der Gastbaumart Douglasie. Sauerländer, Frankfurt am Main 1958 (Habilitationsschrift)
- mit Horst Schulz: Grundriß der Forstbenutzng. Paray, Hamburg  1966 (Lehrbuch)
- mit Peter Dietz und Hans Löffler: Walderschließung, Parey, Hamburg 1984, ISBN 978-3-490-02116-8 (Lehrbuch, weitere Auflage 1988, Nachdruck 2011)